# Stazione di Lugano FLP
La stazione di Lugano FLP è la stazione ferroviaria capolinea della ferrovia Lugano-Ponte Tresa. Sita di fronte alla stazione delle Ferrovie Federali, serve la città di Lugano.

## Storia
La stazione fu aperta al servizio pubblico il 5 giugno 1912, assieme alla linea ferroviaria.

## Strutture e impianti

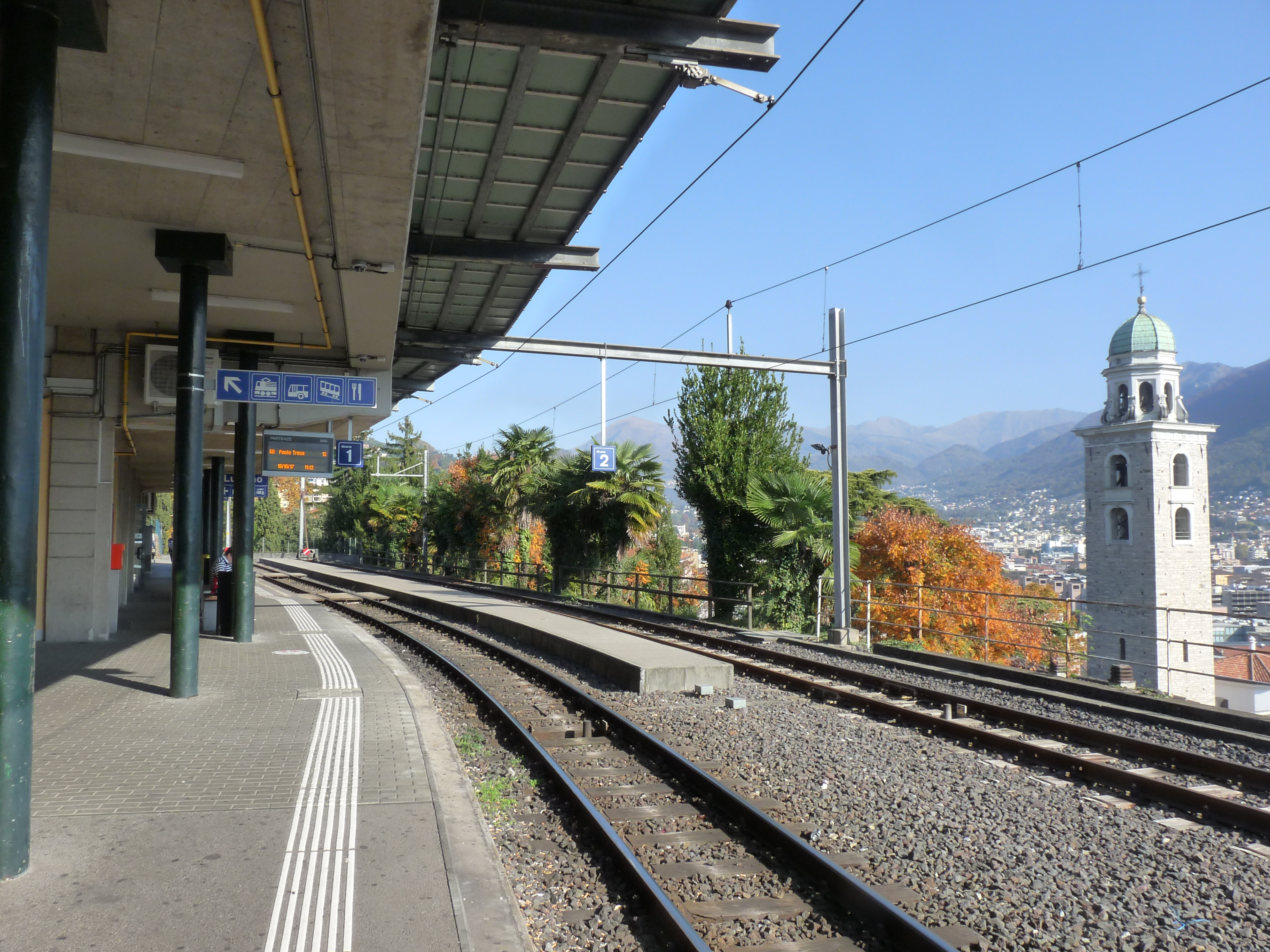
Il piazzale binari

Il fabbricato viaggiatori è un edificio in stile liberty a due livelli: un piano verso la strada e un altro interrato, allineato al piano del ferro.
Il piazzale binari è composto da tre binari tronchi: quello posto sul lato meridionale del fabbricato viaggiatori è impiegato per la rimessa del materiale rotabile, mentre gli altri due – identificati come 11 e 12 – sono in asse all'edificio e sono adibiti al servizio passeggeri. L'accesso all'utenza è garantito da una banchina.
Quando era attiva la stazione della ferrovia Lugano-Tesserete, quella della linea per Ponte Tresa era raccordata a quest'ultima da un binario di raccordo che raggiungeva il livello del piano del ferro della stazione FFS.

## Servizi
- Biglietteria a sportello
- Biglietteria automatica
- Sala d'attesa
- Servizi igienici
- Ristorante

## Movimento
La stazione è servita dai treni della linea S60 della rete celere ticinese, cadenzati con frequenza di quindici minuti nei giorni feriali e semioraria in quelli festivi.

## Interscambi
- Stazione ferroviaria (Lugano)
- Fermata funicolare (Lugano Stazione, Funicolare Lugano-Stazione FFS)
- Fermata autobus